# Hårskinn
Hårskinn (Hyphoderma argillaceum) är en svampart som först beskrevs av Giacopo Bresàdola, och fick sitt nu gällande namn av Donk 1957. Hårskinn ingår i släktet Hyphoderma och familjen Meruliaceae.  Arten är reproducerande i Sverige. Inga underarter finns listade i Catalogue of Life.

## Källor

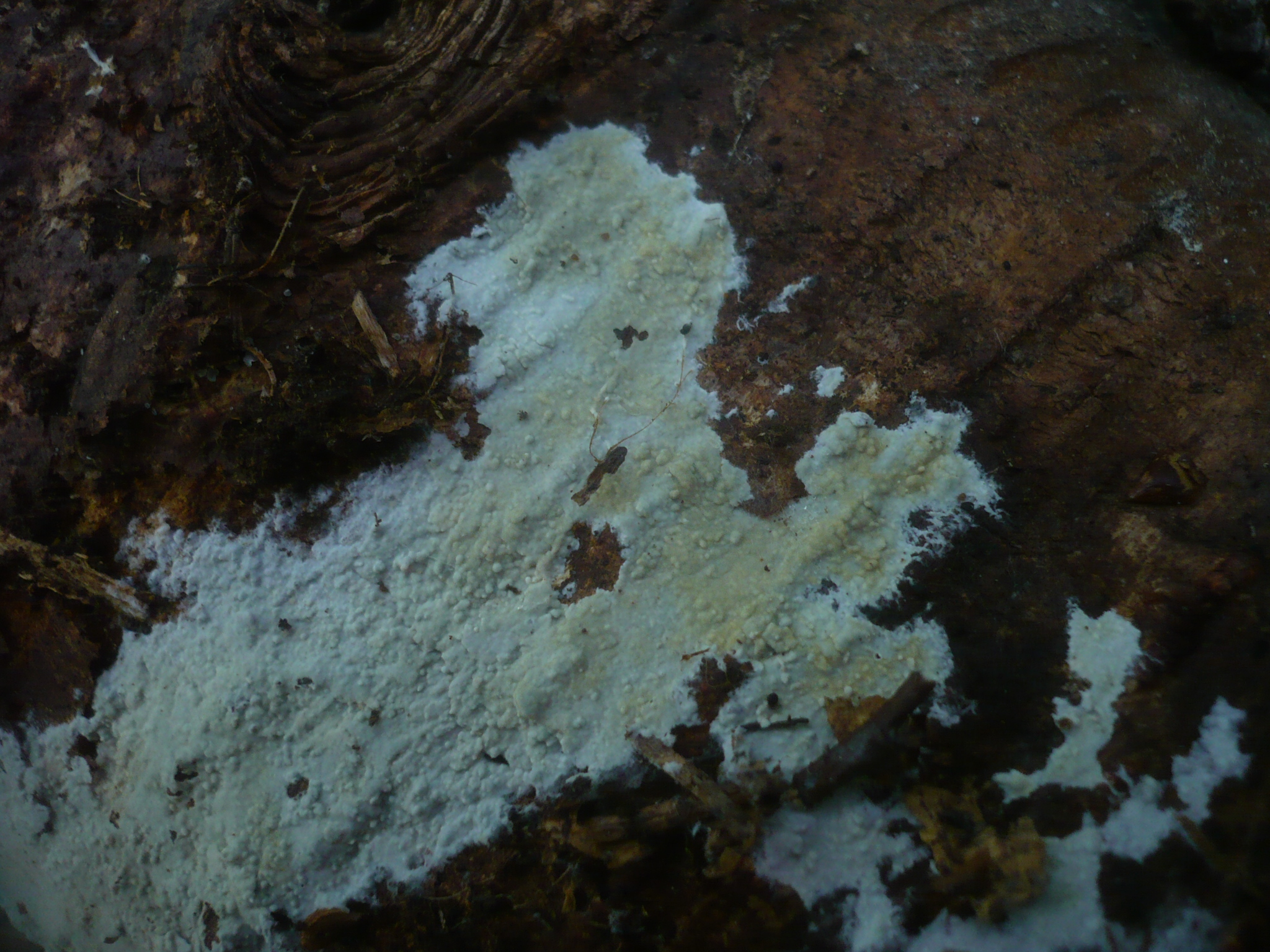
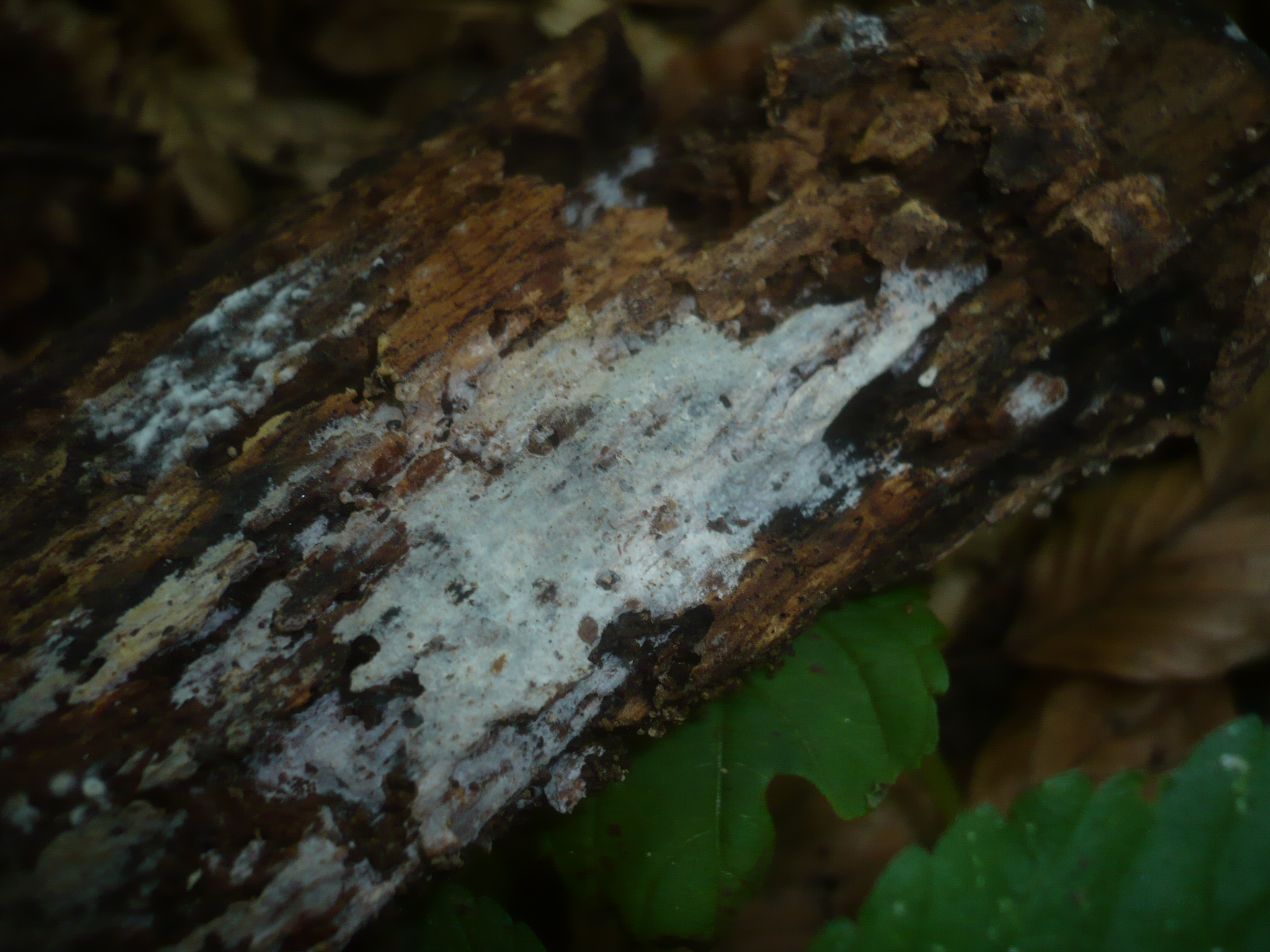